# 阿戛镇
阿戛镇，是中华人民共和国贵州省六盤水市水城区下辖的一个乡镇级行政单位。
2012年，贵州省人民政府批复同意撤销阿戛乡，设置阿戛镇，镇政府驻阿戛村。
2015年6月4日，贵州省人民政府批复同意水城县乡镇行政区划调整，新设置的阿戛镇辖原阿戛镇、盐井乡地域，镇人民政府驻阿戛居委会。

## 行政区划
阿戛镇下辖以下地区：
阿戛村、刘家寨村、松绿村、高中村、电光村、马场村、台沙村、独店子村、仲河村、新寨村、通寨村、盐井村、中坝村、齐心村、箐口村、群福村和盐井乡。